# أم البنات (مسلسل مصري)
أم البنات مسلسل مصري، انتج عام 1990 بطولة الفنان كرم مطاوع ونوال أبو الفتوح وفردوس عبد الحميد وصفاء السبع وفيفيان وجمال عبد الناصر وحسين الشربينى ورجاء حسين واخراج نور الدمرداش

## قصة المسلسل
تبدأ أحداث المسلسل حين تنجب (نعمات) لزوجها (لطفي) خمس بنات فيطلقها ويتزوج بأخرى لكي تنجب ولدًا، ولكنها تموت أثناء الولادة وفى نفس اليوم يموت الزوج بأزمة قلبية.

## طاقم العمل
- فردوس عبدالحميد
- كرم مطاوع
- أحمد عبد المجيد
- نوال أبو الفتوح
- حسين الشربيني
- رجاء حسين
- صفاء السبع [2]